# ARts
aRts, che sta per analog Real time synthesizer, è un'applicazione che simula un sintetizzatore analogico sotto KDE/Linux.
Un componente chiave di aRts è il server sonoro che mixa differenti fonti sonore in streaming in tempo reale. Il server sonoro chiamato aRtsd (la d sta per demone, inteso come servizio) è il server sonoro predefinito di KDE, tuttavia i due software non dipendono l'uno dall'altro e aRts può essere usato in altri progetti.
Infine, anche se è pubblicato sotto licenza GPL, parti del codice sono sotto LGPL e possono essere incluse in programmi commerciali.

## Principio di aRts
aRts è stato dall'inizio pensato e realizzato come un sintetizzatore molto flessibile.
Non è stato infatti progettato come un programma per suonare pochi strumenti integrati, non è stato dotato neppure di tre effetti sonori ed un mixer.
Tutto, come i mixer dell'equalizzatore, i banchi degli effetti, centinaia di bottoni e di impostazioni, dovrebbero essere modularizzati. Non ci dovrebbe essere niente che non può essere riconfigurato, nascosto, ruotato o modificato. Builder è stato pensato come uno studio virtuale dove ogni cosa può essere cambiata come desiderato. Anche nuovi sintetizzatori possono essere aggiunti in un attimo.
Ovviamente ci sono librerie, effetti, mixer, filtri complessi, unità MIDI che vengono fornite con aRts. Queste caratteristiche non sono dentro il codice: vengono scritte da aRts, così tutto sarà accessibile via aRts Builder.
Alcune di queste caratteristiche non sono state ancora implementate, e con ogni probabilità non verranno mai aggiunte (vedi il paragrafo 'Futuro di aRts')

## aRts Builder
La piattaforma aRts include anche aRts Builder, un'applicazione per la costruzione di layout personalizzati e configurazioni per mixer audio, sequencer, sintetizzatori e altri schemi audio tramite un'interfaccia grafica user-friendly.

## Futuro di aRts
Il 2 dicembre 2004 il creatore di aRts, Stefan Westerfeld, ha annunciato di volter lasciare il progetto. Il futuro di aRts è incerto, in ogni modo non si pensa che qualcuno continuerà il progetto.
KDE 4 infatti dispone di una API generica per il multimedia, chiamata Phonon. Ciò evita la dipendenza stretta con un ben preciso sistema sonoro per tutta la durata di una major release, al contrario di ciò che accaduto, invece, con aRts nella serie 3.x di KDE.